# Bank Gdański (1989–1997)
Bank Gdański SA – bank komercyjny z siedzibą w Gdańsku, działający w latach 1989–1997, początkowo jako bank państwowy powstały poprzez wydzielenie go ze struktury Narodowego Banku Polskiego.

## Historia
Bank powstał w 1988 na podstawie rozporządzenia Rady Ministrów. Działalność rozpoczął rok później. Pierwszym prezesem został Jan Cesarz.
W 1991 przekształcony w jednoosobową spółkę Skarbu Państwa. 
W 1995 nabył Sopot Bank S.A., który następnie wchłonął.
Prywatyzacja banku rozpoczęła się w 1995 i początkowo przebiegała w formie sprzedaży globalnych kwitów depozytowych (GDR) inwestorom na rynach zagranicznych. Emitentem GDR był Bank of New York a transakcje sprzedaży odbyły się na giełdzie w Londynie. Była to pierwsza tego typu transakcja w historii polskich procesów prywatyzacyjnych. Nabywcami emisji zostały m.in. HSBC, Daiwa Europe czy Creditanstalt. Równolegle odbywał się proces prywatyzacji skierowany do inwestorów krajowych, gdzie głównym nabywcą akcji został Bank Inicjatyw Gospodarczych BIG S.A., bezpośrednio oraz poprzez podmioty z własnej grupy kapitałowej. 
W 1996 BIG stale zwiększał liczbę posiadanych akcji. W 1997 Skarb Państwa sprzedał BIG posiadane przez siebie akcje Banku Gdańskiego i nastąpiła fuzja obu podmiotów, w wyniku której powstał BIG Bank Gdański.